# Альбозаджа
Альбоза́джа (итал. Albosaggia) — город в Италии, в провинции Сондрио области Ломбардия.
Население составляет 3 083 человека, плотность населения составляет 91 чел./км². Занимает площадь 34 км². Почтовый индекс — 23100. Телефонный код — 00342.
Покровительницей коммуны почитается святая Екатерина Александрийская, празднование 25 ноября.